# Panicum stevensianum
Panicum stevensianum är en gräsart som beskrevs av Albert Spear Hitchcock och Mary Agnes Chase. Panicum stevensianum ingår i släktet vipphirser, och familjen gräs. Inga underarter finns listade i Catalogue of Life.